# Raïon de Pervomaïskoïe (kraï de l'Altaï)
Le raïon de Pervomaïskoïe (en russe : Первома́йский райо́н, Pervomaïski raïon) est un raïon du kraï de l'Altaï dans le sud de la Sibérie. Son centre administratif est la ville de Novoaltaïsk, non comprise dans le raïon, et sa population s'élevait à 52 136 habitants en 2021.

## Géographie
Le raïon se situe dans le kraï de l'Altaï, un sujet, en tant que kraï, de la Russie, situé dans le district fédéral sibérien. Le kraï de l'Altaï se situe en Sibérie méridionale, dans la plaine de Sibérie occidentale.
Le raïon, comme tout le kraï de l'Altaï, est situé dans le fuseau horaire MSK+4 (heure de Krasnoïarsk). Le décalage horaire appliqué par rapport au temps universel coordonné est +07:00.

## Politique et administration
Le raïon est l'un des 59 raïons administratifs du kraï de l'Altaï, dans le district fédéral sibérien. Au niveau municipal, il possède le statut de raïon municipal, et comporte ainsi plusieurs municipalités à l'intérieur de lui. Le raïon compte 53 localités réparties en 17 municipalités.